# Ross Thomas
Ross Thomas, född 19 februari, 1926 i Oklahoma City, död 18 december, 1995 i Santa Monica, var en amerikansk författare.
Thomas använde sig ibland av pseudonymen Oliver Bleeck